# Revistă pentru adolescenți
Revistele pentru adolescenți sunt un gen de reviste ai cărui public țintă sunt adolescenții și tinerii. De obicei conțin informații despre vedete, sfaturi, interviuri, postere, stickere și chiar mostre din diferite produse cosmetice.
Exemple de astfel de reviste in Romania:
- Bravo!
- Bravo Girl!
- Cool girl
- Popcorn
- Bratz
- Look!
- Trendy
- Unica
- Joy
- Glamour